# Oh Boy (sång)
Oh Boy skrevs av Sten Axelson (musik) och Hasse Ekman (text), och är en sång som spelades in av Alice Babs och utkom på skiva 1941. Sången var med i filmen Swing it, magistern!.

### Fotnoter
1. ↑  ”Oh Boy”. Svensk mediedatabas. 8 mars 1941. http://smdb.kb.se/catalog/search?q=oh+boy+1941&x=0&y=0. Läst 2 januari 2015.